# 唐谷镇
唐谷镇，是中华人民共和国青海省海南藏族自治州同德县下辖的一个乡镇级行政单位。

## 行政区划
唐谷镇下辖以下地区：
托斯村、阿血村、美日克村、尤龙村、那仁村、东吾村、扎血村、元庄村、达隆村、合土乎村、力伦村、哈夏村、加吾村、东格村、赛什堂村、青迈村和加拉村。